# Gorod
Gorod ist eine Technical-Death-Metal-Band aus Bordeaux, Frankreich.

## Geschichte
Die Band wurde 1997 unter dem Namen Gorgasm von Guillaume Martinot (Gesang), Mathieu Pascal (E-Gitarre), Arnaud Pontaco (E-Gitarre), Sandrine (Schlagzeug) und Benoit Claus (E-Bass) gegründet. Sie veröffentlichte ihr Debütalbum Neurotripsicks im Jahre 2004 bei Deadsun Records. 2005 änderte sie ihren Namen in Gorod, um einer Verwechslung mit einer amerikanischen Band, die sich ebenfalls Gorgasm nannte, zu vermeiden. Sie veröffentlichte ihr Debütalbum 2005 neu bei Willowtip Records.
Seit der Namensänderung veröffentlichte Gorod zwei weitere Studioalben, darunter Process of a New Decline, welches in Europa am 2. Juni 2009 bei Willowtip Records veröffentlicht wurde. Gorod verzeichnet einen höheren Bekanntheitsgrad seit ihrem Auftritt beim Maryland Deathfest 2007 in Baltimore, USA.
Im Juni 2011 wurde die EP Transcendence über Bud Records als Download veröffentlicht. Zudem konnte man die EP auch bei den Konzerten von Gorod erhalten. Auf der EP war auch ein Cover des Liedes Textures, im Original von Cynic, enthalten. Als Gastsänger war Ross Dolan von Immolation auf der EP zu hören.
2018 veröffentlichte die Band ihr sechstes Album Æthra. Die Band ließ sich hierbei rund vier Monate Zeit für die Erstellung des Albums.

## Stil
Gorod spielt eine technisch anspruchsvolle Version des Death Metal. Vor allem das Spiel der Gitarren ist sehr komplex gehalten. Die Werke weisen teilweise Anleihen aus dem Jazz auf und werden mit den Werken anderer Bands wie Necrophagist, Cynic und Death verglichen.

## Diskografie
- 2000: Gorgasm Demo (Demo, Eigenveröffentlichung)
- 2002: Promo 2002 (Demo, Eigenveröffentlichung)
- 2004: Neurotripsicks (Album, Deadsun Records, 2005 Neuveröffentlichung bei Willowtip Records / Earache Records)
- 2005: Embalmed Madness (Split, Nihilistic Holocaust)
- 2006: Leading Vision (Album, Willowtip Records / Candlelight Records)
- 2009: Process of a New Decline (Album, Willowtip Records / Listenable Records)
- 2011: Transcendence (EP, Bud Records)
- 2012: A Perfect Absolution (Album, Listenable Records)
- 2015: A Maze of Recycled Creeds (Album, Listenable Records)
- 2017: Kiss the Freak (EP, Unique Leader Records)
- 2018: Æthra (Album, Overpowered Records)
- 2023: The Orb (Album, Eigenveröffentlichung)